# Архитектура Ярославля

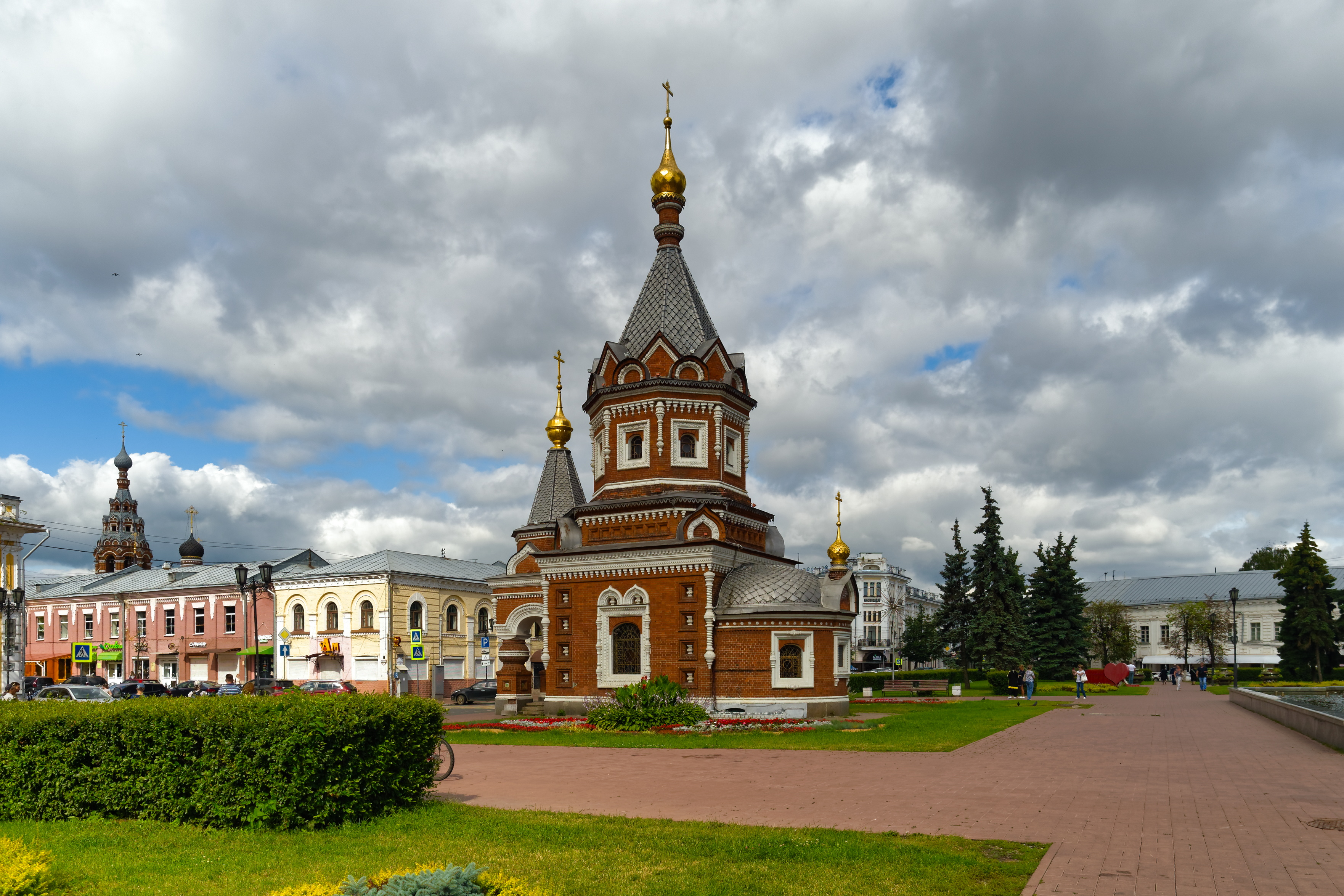
Безымянная площадь на месте Мытного рынка

Ярославль — один из немногих провинциальных городов России, в застройке которых представлены все магистральные направления русской архитектуры XVI—XX веков. Высокая сохранность историко-архитектурной ткани центра города обеспечила ему место в списке памятников Всемирного наследия ЮНЕСКО (см. Исторический центр Ярославля).

## Ранние памятники

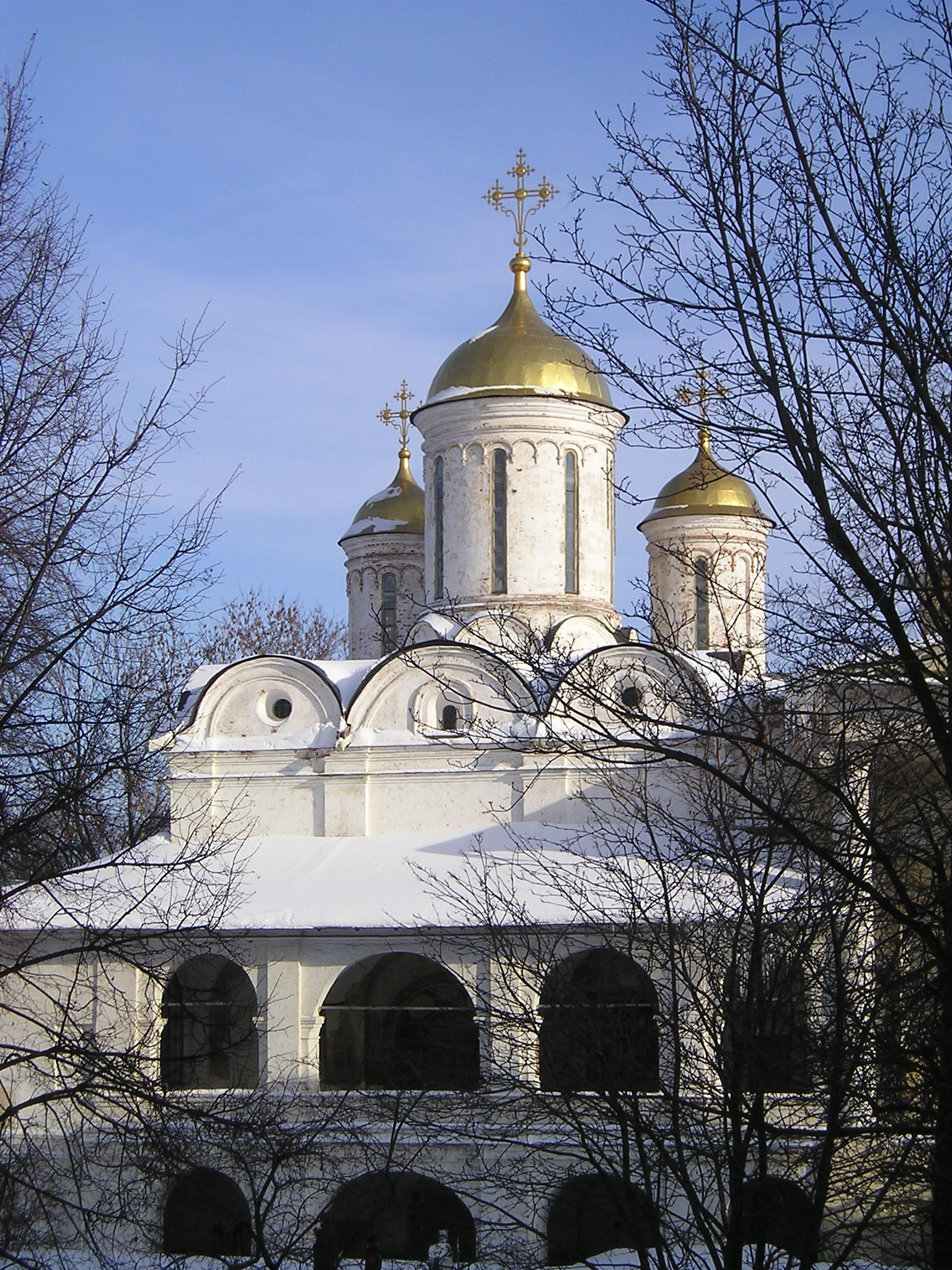
Собор Спасо-Преображенского монастыря (1505—1515): тонкая ордерная профилировка выдаёт руку мастера из ренессансной Италии

Наиболее старые постройки современного Ярославля сохранились в Спасо-Преображенском монастыре, который гости города по ошибке часто принимают за местный кремль. Это трёхглавый четырёхстолпный собор Спаса Преображения, строившийся в 1505—1515 годах по образу и подобию Благовещенского собора в Москве, тогда ещё трёхглавого. Ближайшие его аналог — собор Покровского монастыря в Суздале. Венецианские детали декора позволяют предположить, что строительством руководил итальянец (возможно, Иоанн Фрязин). Храм был очищен от наслоений позднейшего времени во время послевоенной реставрации. Тогда же был расчищен ансамбль монументальной стенописи 1563-64 годов — единственный датированный памятник фресковой живописи грозненской эпохи. 
Очаровательно зрелище Великокняжеского Ярославля, от нагорной церкви Креста, господствующей над всею роскошною долиною Волги. Одно близкое сердцу русскому течение сей матери наших рек, уже производит приятное впечатление и оживляет широко раскрывающуюся взорам картину, и вот на берегу её восстаёт многоглавый Ярославль, весь исполненный величественными храмами, в византийском, или, лучше сказать, собственно в русском вкусе первых времён дома Романовых, ибо более всех других городов носит он отпечаток сей эпохи. Церковь Предтечи в предместии издали напоминает восточную массу Василия Блаженного, что посреди Китая, приготовляя к необычайной красоте прочих храмов, которыми особенно славится Ярославль.
От монастырских укреплений начала XVI века уцелели Святые ворота с двумя арочными проездами, надстроенные позднее дозорной башней. Столпообразная колокольня с церковью в нижнем ярусе также неоднократно надстраивалась в XVII—XIX веках. Оба памятника первоначально имели шатровые завершения. Не сохранила своего первоначального вида кубическая одноглавая Крестовая церковь, пристроенная к трапезной палате крепостного вида с крайне скупой отделкой и стенами 2-метровой толщины. Как и в московской Грановитой палате, опорой сводов в этом памятнике самого начала XVI века служит единственный массивный столб.
При Иване Грозном строительные работы в Ярославле носили эпизодический характер. Спасский монастырь был обнесён каменными стенами, столетие спустя переложенными; также финансировалось возведение собора на Толге. Зато по окончании Смутного времени каменное строительство возобновилось в Ярославле раньше других городов. Уже в 1617 г. на месте домонгольской Входоиерусалимской церкви Спасского монастыря возводится новая, гораздо более обширная, с приделом Михаила Малеина (покровителя юного царя).
В 1620 году возобновляется строительство на Толге, а купец Надея Светешников строит в своей усадьбе на берегу Волги крупную пятиглавую церковь Николая Чудотворца — покровителя торговцев и мореходов. Историки архитектуры спорят о прообразе Надеинского храма — была ли то годуновская церковь в Вяземах, собор Ростовского Авраамиева монастыря или новгородско-псковские памятники. Как бы то ни было, церковь Николы Надеина стала первой в ряду более чем полусотни каменных храмов, возведённых ярославцами в течение XVII столетия.

## Золотой век

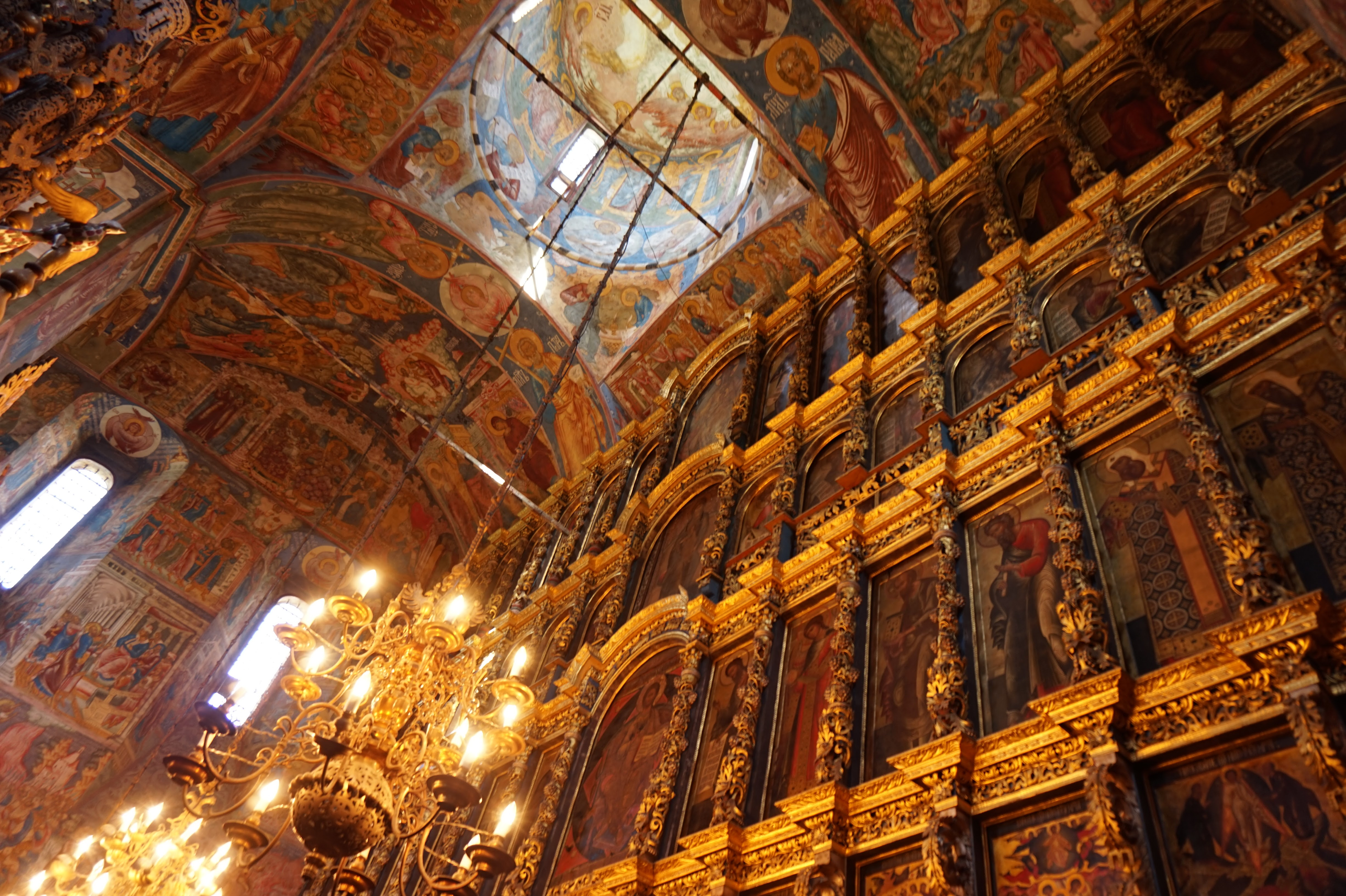
Уникальность больших ярославских храмов соборного типа в том, что их стены сохранили монументальные стенописные ансамбли допетровского времени

По мере роста благосостояния горожан каждый приход, включая самые отдалённые от центра слободы, считал своим долгом заменить деревянную церковь на каменную, которые соперничали друг с другом в богатстве силуэта и внутренней отделки. Храмы возводились, как правило, по берегам Волги и Которосли и были рассчитаны на восприятие с реки. Во второй половине века не проходило года, чтобы не освящалась новая церковь, а в особо «урожайные» годы панорама города обогащалась двумя-тремя новыми храмами. Некоторые из них получали многошатровые завершения (Входоиерусалимская церковь Спасского монастыря, церкви Петра Митрополита, Рождества Иоанна Предтечи, Владимирская церковь на Божедомке).
По всей Верхней Волге от Костромы до Углича возобладал тип крупного храма соборного типа, с ярко выраженным световым пятиглавием, поставленного на высокий подклет, живописно окружённого галереями и приделами (зачастую шатровыми) и высокими притворами с щипцовыми завершениями. Динамизм зданиям придавало асимметричное размещение шатра колокольни с северо-западного угла. Теплая церковь, почти всегда одноглавая, строилась отдельно от главного храма прихода. Вкупе с окружающими хозяйственными пристройками многие приходы производили впечатление небольшого монастыря.
Изнутри храмы расписывались мастерами местной ярославской школы, а снаружи богато украшались поливными полихромными изразцами, сгрупированными в пояса и наличники. Ближе к концу века получили широкое распространение золоченые иконостасы с виртуозной измельчённой резьбой и многоцветные резные надпрестольные сени. К сожалению, интерьеры подавляющего большинства храмов были безвозвратно искажены в советское время. Наилучшее представление о внутреннем виде храмов ныне дают отданные под музеи церкви Николы Надеина, Ильи Пророка и никогда не закрывавшийся Воскресенский собор в Тутаеве.

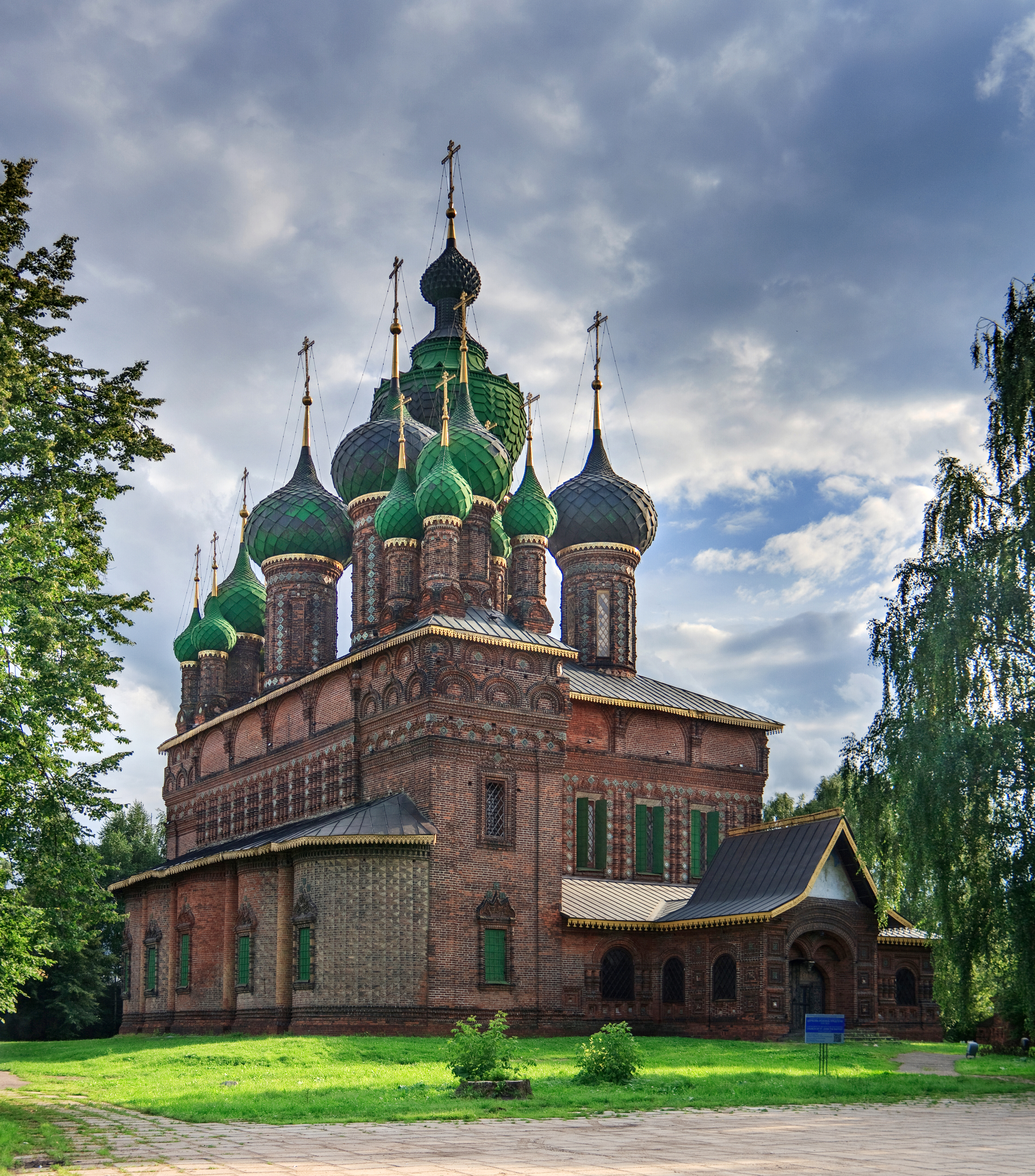
Церковь Иоанна Предтечи в Толчкове, освящённая накануне начала петровских реформ (1687), ставит точку в эволюции древнерусского зодчества

В 1640-е годы в Ярославле строятся новый Успенский собор и церковь Рождества Христова — памятники, задавшие два направления развития ярославского культового зодчества. Ко второму принадлежали храмы асимметричные в плане, усложнённые живописно расположенными вокруг основного четверика подчинёнными объёмами приделов, притворов и галерей и, как правило, рассчитанные на круговое обозрение. К этой группе принадлежат церкви Варвары Великомученицы, Спаса на Городу и Ильи Пророка. Ильинская церковь благодаря своим незаурядным архитектурным достоинствам и расположению в центре Земляного города была позднее выбрана за центр радиальной планировки Ярославля и стала восприниматься как его архитектурный символ.
Эталоном симметричных в плане храмов стала церковь Иоанна Златоуста в Коровниках (1654), принятая за чтимый образец следующим поколением ярославских зодчих. С неё начинается новый этап в ярославском храмостроительстве, связанный с отказом от подклетов, ранее служивших для складирования купеческих товаров. Отныне приходы конкурируют друг с другом в высоте барабанов и величине луковичных глав, которые постепенно начинают превосходить высотой сам четверик. Вертикализму силуэтов способствовал и отказ от позакомарных покрытий в пользу четырёхскатных. Попытка совместить «симметричный» и «асимметричный» подходы в громадной по размерам церкви Николы Мокрого (1672) не впечатлила ярославцев и не получила продолжения.

К вершинным достижениям зрелого ярославского зодчества принадлежат церкви Николы в Меленках, Фёдоровской Богоматери, Петра и Павла на Волге (вычинена в 1920-е гг. П. Д. Барановским, снесена в 1930-е), Введенский собор на Толге, а также собор Борисоглебской слободы (ныне часть города Тутаева). Заключительным аккордом в этой галерее храмов стала 15-главая церковь Иоанна Предтечи в Толчкове — самый большой в городе храм с приделами, увенчанными вместо шатров гроздьями декоративных пятиглавий. Стены его четверика, галерей и крылец декорированы изощрённым кирпичным узорочьем и цветными изразцами. Ярославские памятники этой группы стали лебединой песней русского допетровского зодчества и послужили одним из основных источников русского стиля 2-й половины XIX века. 

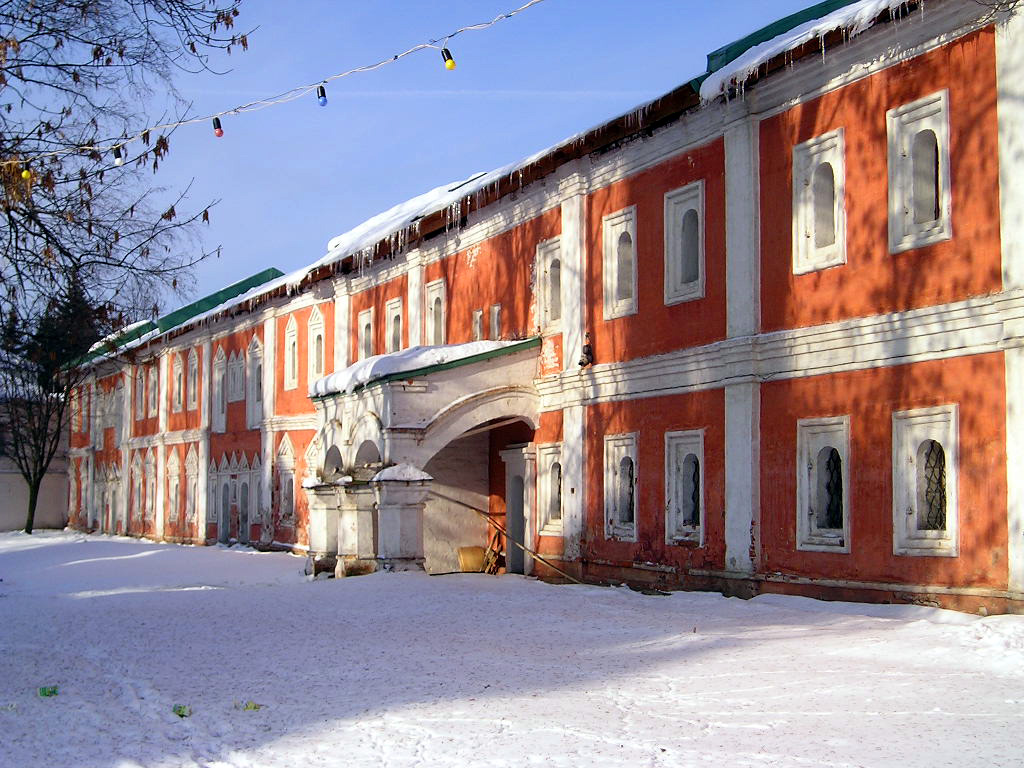
Одно из жилых зданий допетровского времени

Помимо храмов, в Ярославле сохранились памятники гражданского зодчества допетровского времени — палаты митрополита Ионы Сысоевича в Рубленом городе, в которых останавливались посещавшие Ярославль члены царской династии, келейный корпус Спасского монастыря 1670-х годов с более ранними настоятельскими покоями, частные дома на улице Зеленцовской и особняк Иванова, в 1920-е гг. восстановленный в первоначальных формах по проекту П. Д. Барановского. После Смутного времени были обновлены стены и башни Спасского монастыря, а Земляной город стал обноситься каменной стеной с грандиозными башнями, позднее разобранными (сохранились в искажённом виде только две из них — проездная Власьевская и перестроенная в арсенал Подволожская).

## Переходные памятники

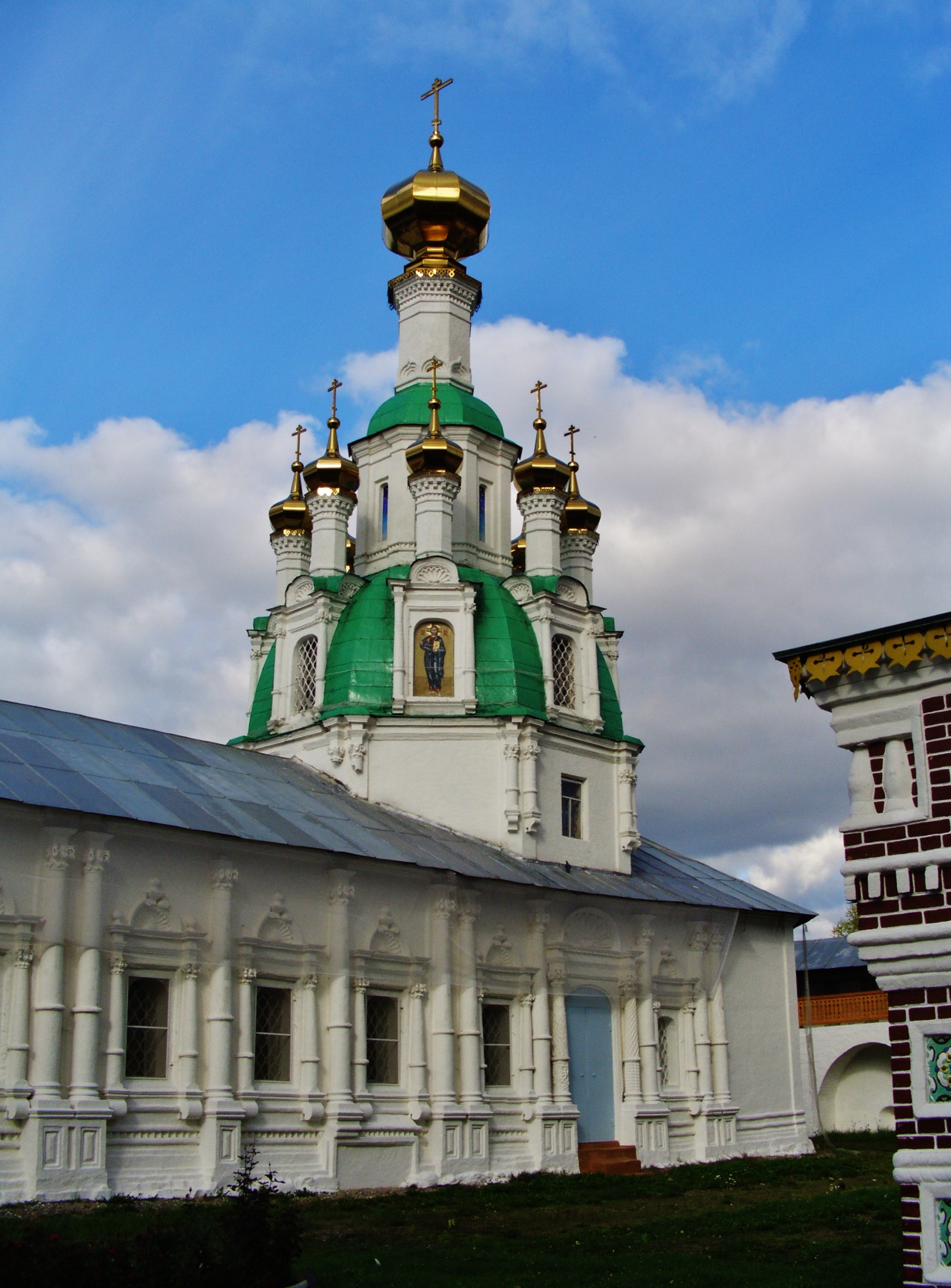
«Нарышкинское барокко» в Ярославле

С началом правления Петра I жители Верхней Волги стали использовать структурные приёмы московского узорочья середины века. Четырёхстолпные храмы соборного типа уступили место меньшим по размерам, но лучше освещённым (за счёт больших окон) бесстолпным четверикам с единым сомкнутным сводом, увенчанным сравнительно мелким, глухим пятиглавием. После переходных церквей Богоявления (1684-93) и Благовещения (1688—1702) новые храмы строятся исключительно трапезного типа, с шатровой либо ярусной колокольней над папертью. Наличие трапезной исключало необходимость сооружения отдельной тёплой церкви для отправления богослужений в зимнее время. Образцом такого «храма кораблём» может служить церковь Николы Рубленого (1695) с нарочито упрощенным, «геометризованным» силуэтом.
В первой половине XVIII века храмовое зодчество продолжало развиваться, сочетая художественные находки ярославской школы с отдельными барочными привнесениями. Шатровые конструкции колоколен уступают место многоярусным (например, в Благовещенском и Никитском приходах). Вплоть до конца XVIII века в сёлах под городом (ныне в черте города) возводились скромные храмы трапезного типа с некрупным пятиглавием и шатровой колокольней над притвором, типологически продолжающие постройки рубежа веков. К этой группе принадлежат храмы в Норском, Иванькове, Яковлевском, Крестах, не сохранившаяся церковь Рождества Богородицы в центре города. Однако тёплые храмы, возводившиеся в середине XVIII века ближе к центру при больших четырёхстолпных храмах 1670-х годов (например, в Дмитриевском и Вознесенском приходах), уже не имеют с допетровской традицией ничего общего.

## Барокко в Ярославле
Московское барокко не оказало на ярославское зодчество существенного влияния. Наиболее оригинальный в Верхневолжье памятник этого направления — девятиглавая больничная церковь Толгского монастыря; время её строительства и заказчик остаются неизвестными. Влиянием нарышкинского барокко и западноевропейскими заимствованиями отмечена и шестиярусная, восьмиугольная в плане колокольня Толчковского храма. 

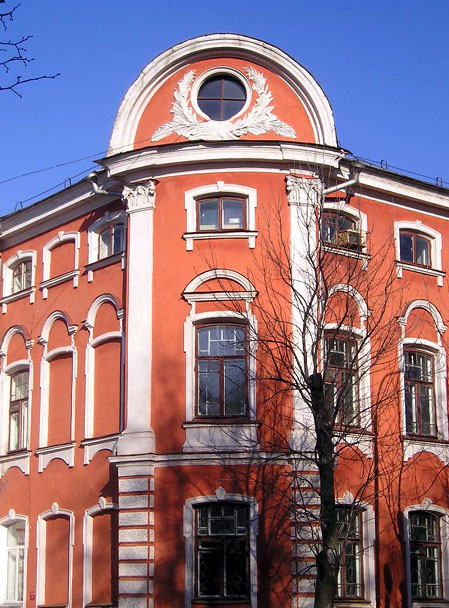
Дом Вахрамеева: один из фронтонов с лепниной

Радикальное изменение господствующих архитектурных форм связано с правлением Анны Иоанновны. Заказчиками построек нового типа выступали люди петровской формации: купцы Затрапезные, состоявшие в кумпанстве с голландскими предпринимателями, и церковные иерархи малороссийского происхождения (такие, как Димитрий Туптало и Арсений Мацеевич). Например, утраченная церковь Пятницы в Калашной (1739) представляла собой редкий в Верхневолжье памятник украинского барокко.
Затрапезные разбили в закоторосльной части города обширную усадьбу с парком и системой прудов на европейский манер. Это был первый в Верхневолжье «архитектурно-парковый комплекс с элементами регулярной застройки» (В. Ф. Маров). От него сохранилась церковь Петра и Павла — произведение, как полагают, столичного мастера, больше напоминающее протестантскую ратушу, чем церковь. В подражание главному собору Петербурга, она увенчана не традиционным куполом, а высоким шпилем. Другие фабриканты также вели активное промышленное строительство.
Елизаветинское барокко в значительной степени обошло русскую провинцию стороной. Тем не менее в Ярославле сохранился небольшой трёхэтажный дворец с анфиладной планировкой, скошенными углами и центрированными ризалитами. Это дом Вахрамеева на бывшей Парадной площади, долгое время приписывавшийся Б. Ф. Растрелли. Его лепная отделка была закончена по сохранившимся чертежам только в конце XIX века.

## Провинциальный классицизм

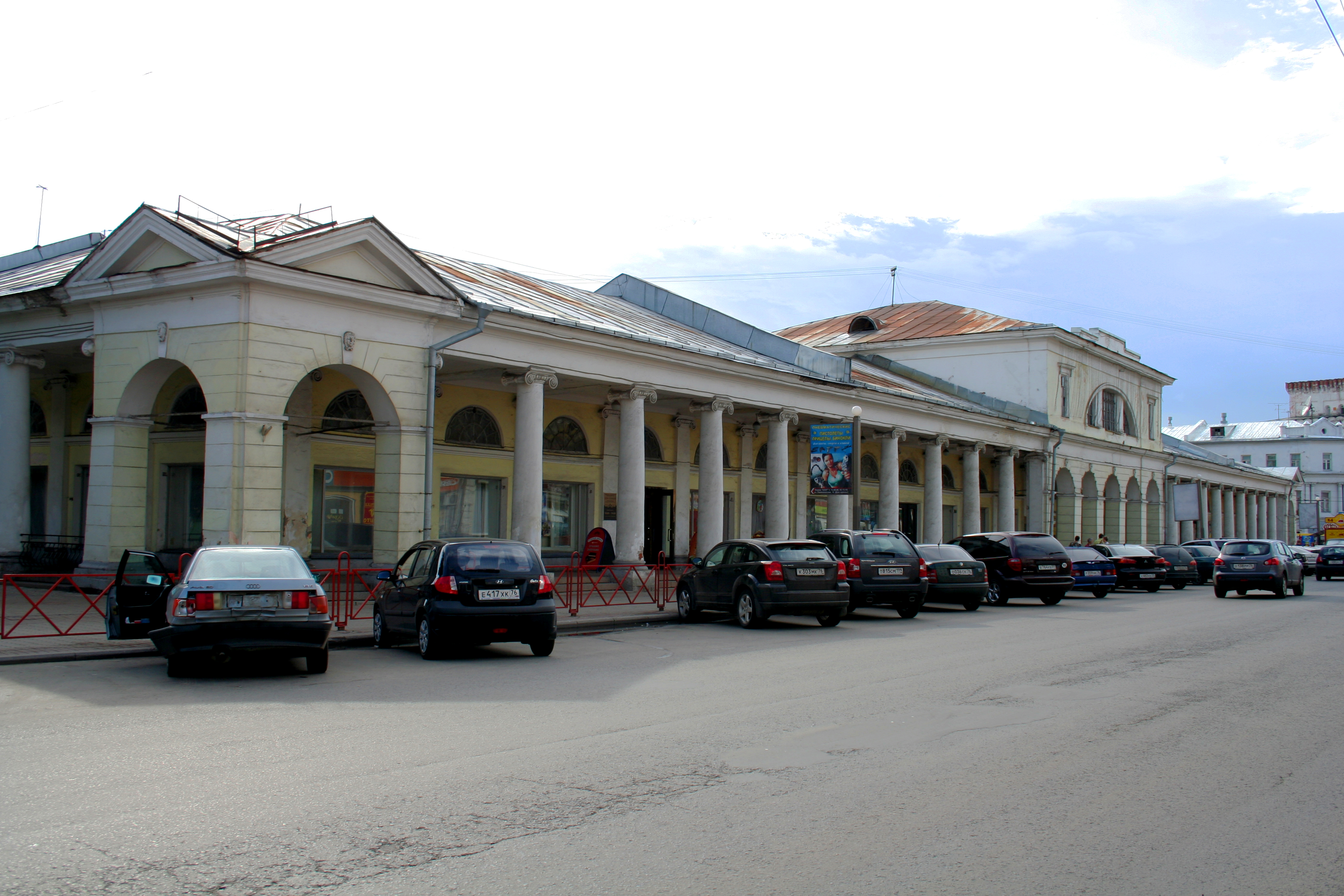
От ансамбля гостиного двора (1813-18) уцелели только ротонда и восточная часть северного корпуса

Планомерная застройка города началась после его посещения Екатериной II и утверждения нового генерального плана. Ярославль, как и соседняя с ним Кострома, представляет собой крупной средоточие памятников провинциального классицизма. Помимо типовой застройки, сохранились такие яркие примеры этого направления, как ансамбль центральной Ильинской площади (ныне Советская) с присутственными местами, городская усадьба Матвеевских, дом Болконского, дом общества врачей, здание Духовной консистории, Семёновский мост, беседка Некрасова, Демидовский столп (восстановлен в 2005). По проекту местного архитектора П. Я. Панькова выстроены новый гостиный двор (частично разобран), епархиальное училище, губернаторский дом, городской театр (не сохранился). 

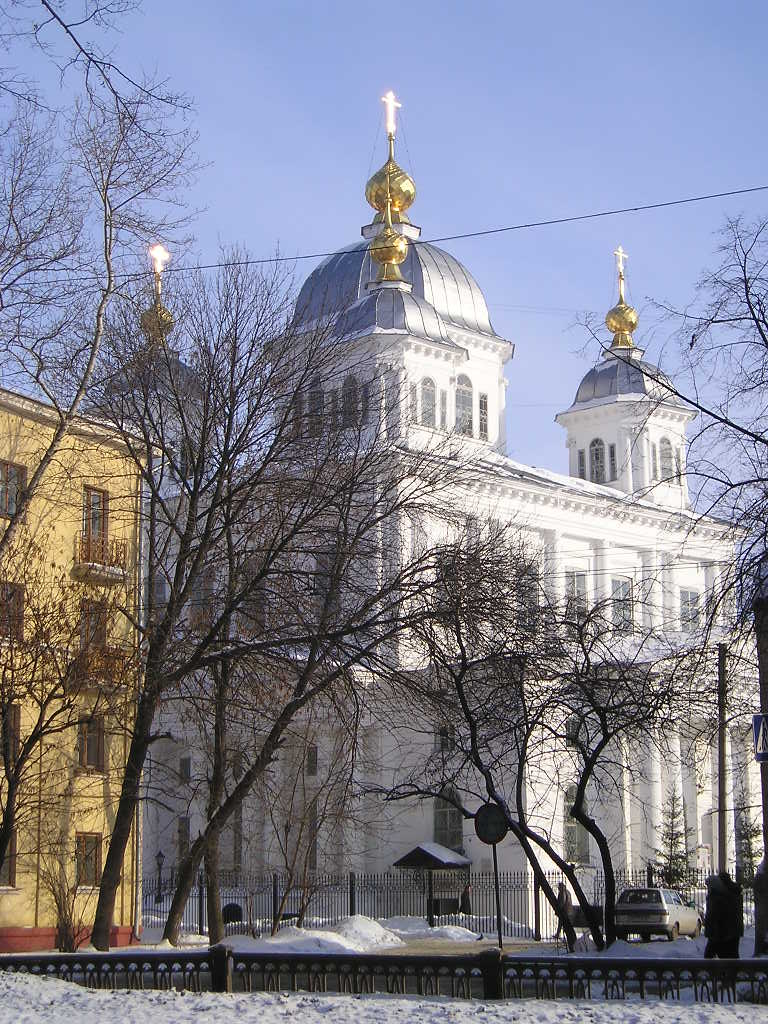
Формы Казанского собора сухи и строги, что вообще свойственно позднему классицизму

Занимавший ярославскую кафедру в 1824-36 гг. Авраам (Шумилин) был известен своей страстью к храмоздательству. Изобилие в городе церквей XVII века препятствовало строительству новых. При Шумилине под предлогом ветхости началась замена наиболее тесных, одноглавых храмов на громоздкие постройки в стиле «казённого» классицизма николаевской эпохи. Обновлены были колокольни всех ярославских монастырей, вместо древней выстроена новая Ильинско-Тихоновская церковь, в Спасском монастыре на месте Входоиерусалимской по проекту Панькова построена несоразмерно крупная церковь Ярославских Чудотворцев. Деятельность Авраама вызывала протесты местных краеведов, считавших новые здания «неприглядными» по архитектуре. Постоянным сотрудником Авраама был столичный архитектор А. И. Мельников. Он спроектировал в Ярославле соборную колокольню, здание Демидовского лицея (снесёны в советское время) и массивный собор Казанского монастыря (1835-45) с монотонными разномасштабными колоннадами в трех ярусах.

## Эпоха эклектики
Во второй половине XIX века в Ярославле строятся особняки, стилизованные под позднее барокко (дома табачного фабриканта Дунаева, Петражицкого, Донцовых и Лопатиных, духовной консистории и т. д.), и здания в русском стиле (здания бывшей глазной лечебницы, художественного училища, Знаменская церковь и др.). Наиболее крупным представителем русского стиля был губернский архитектор Н. И. Поздеев, выстроивший для владельца Ярославской мануфактуры дом Игумнова в Москве. Помимо дома Дунаева (искажённого в советское время), Поздеев спроектировал в Ярославле две часовни и новую Сретенскую церковь. В своих проектах он отталкивался от ярославского зодчества допетровской эпохи, гармонично вписывая новые здания в существующий городской пейзаж. Высокой техникой кирпичного узорочья отмечена спроектированная им часовня Александра Невского, ставшая одним из символов города.
В начале XX века в городе распространяются новые архитектурные веяния — неоклассицизм (дом Рожкова, навеянный жилярдиевскими Кузьминками новый театр Волкова) и модерн (дом Кнопфа, отель «Бристоль»). Для ярославского модерна свойственно тяготение к вольной романтической стилизации под классицистическую традицию (кинотеатр «Горн», пожарная каланча 1911 года, дом Вахрамеева на ул. Собинова).

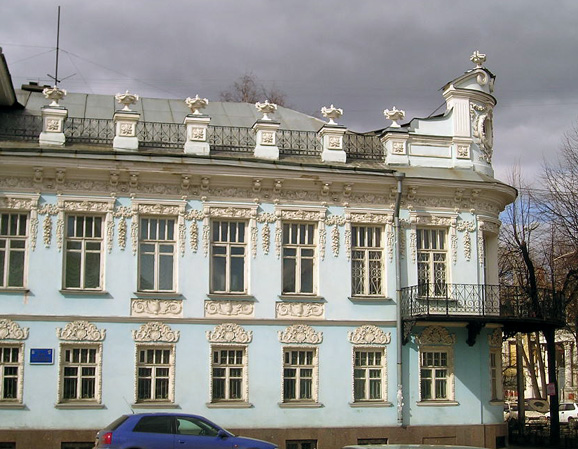
Необарокко
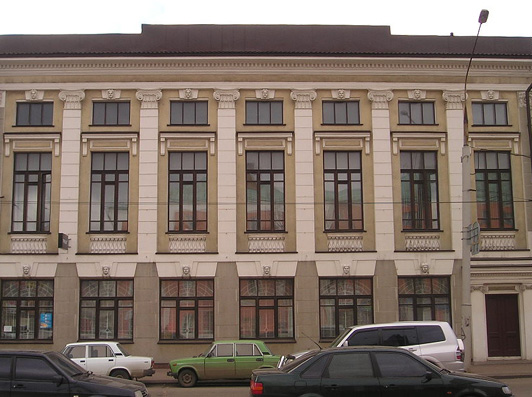
Неоренессанс
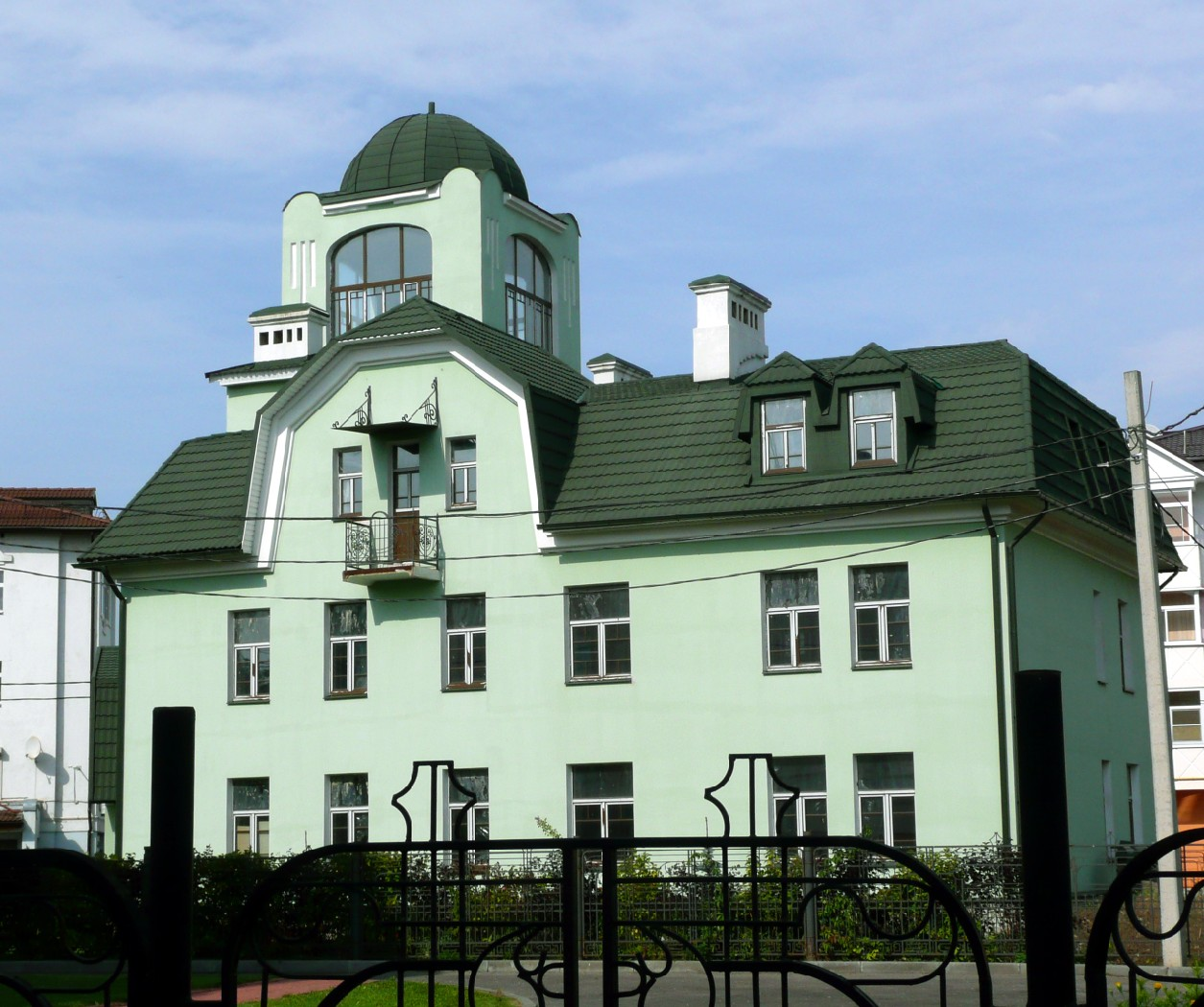
Модерн
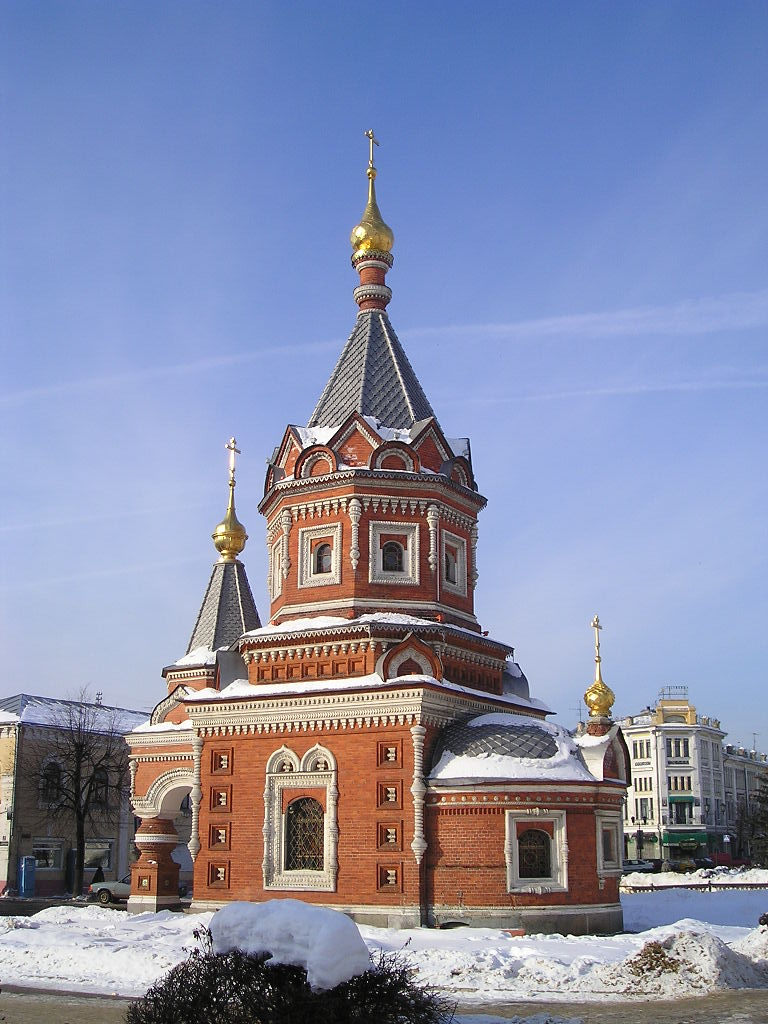
Русский стиль

## Советский период
В июле 1918 года Ярославль подвергся массированному артиллерийскому обстрелу Красной армией. Были разрушены 2147 домов, в том числе Демидовский лицей, часть торговых рядов, десятки храмов, зданий правительственного, медицинского, культурного назначения. Некоторые улицы с деревянной застройкой выгорели полностью.
В начале 1920-х был разработан рассчитанный на 30 лет «Проект перепланировки и расширения Ярославля», ставший первым генеральным планом города в СССР. Одной из особенностей документа было функциональное зонирование Ярославля: создание промышленных и жилых секторов, развитие административного центра. Согласно генеральному плану, параллельно восстановлению поврежденных и разрушенных зданий, в Ярославле развернулось новое капитальное строительство. Многие жилые дома из-за нехватки материалов возводились в дереве. Так возникли одно- и двухэтажные бараки в фабричных районах и в центре. В архитектурном облике каменных зданий, возведенных в Ярославле в 1920-х годах, чувствуется влияние дореволюционных стилей: модерна, русского и кирпичного. Наиболее характерными примерами являются жилые дома комбината «Красный Перекоп» (1922, 1926, ул. пос. Текстилей, 2-4), школа на 800 учащихся (1922, ул. Будкина, 9), а также четырехэтажные жилые дома автомобильного завода (1925—1926, проспект Октября, 55, 57).
Акцент в градостроительстве смещается с общественных зданий на комплексы многоквартирных домов (или, как их называли в 1920-е годы, «жилые комбинаты»). В конце 1920-х — начале 1930-х в Ярославле строятся два экспериментальных квартала-«соцгорода» для рабочего класса, ставших яркими примерами конструктивизма в архитектуре. В январе 1929 г. была сдана первая очередь «Бутусовского поселка», получившего неофициальное название в честь тогдашнего главы ярославского Губкоммунотдела К. И. Бутусова. В комплекс вошли также механизированная прачечная коллективного пользования, клуб и магазин. Проект «бутусовских» домов оказался удачным и в начале 1930-х был использован при застройке улицы Большой Октябрьской на участке между улицами Республиканской и Чайковского. В 1930—1933 гг. вдоль северо-восточной части проспекта Ленина был возведен комплекс домов для рабочих резино-асбестового комбината. В инфраструктуру комплекса входила фабрика-кухня, призванная облегчить домашний труд. Другими примерами конструктивизма служат Ляпинская котельная, построенная в 1923—1926 гг. по проекту Э.-А. И. Норверта, клуб «Гигант» с характерными непритязательно-упрощёнными фасадами, жилой дом на ул. Терешковой и несколько жилых «домов с арками», возведённых по постконструктивистским проектам архитекторов Москвы и Ленинграда. Обширный комплекс зданий Государственного банка, возведенных в 1929—1936 гг., занял собой целый квартал перед Спасо-Преображенским монастырём. 
В середине 1930-х годов ярославских архитекторов занимает тема «большого ордера». Застройка улицы Советской и ряда других крупных магистралей варьировала стилизации под ренессанс, классицизм, неоклассицизм. Крупные общественные здания вроде здания областного УВД и гостиницы «Ярославль» выделялись упрощёнными ордерными формами «тоталитарного классицизма». После окончания войны в Ярославль приходит «сталинский ампир», главной приметой которого стали многоярусные башни со шпилями (вокзал «Ярославль-Главный»). Ленинградские архитекторы подготовили проект регулярной застройки проспекта Ленина и ряда других улиц с высотными доминантами. Активно велось озеленение центральной части города.
С 1960-х в Ярославле начинается период массового жилищного строительства. Строящиеся дома, как правило, принадлежали к типовым сериям и возводились крупнопанельным способом или из кирпича и строительного камня. Новые жилые районы протянулись на юг (вдоль Московского проспекта), север (Северный жилой район) и восток (Заволжский район). В их состав входили детские сады, школы, медицинские и спортивные объекты, предприятия бытового обслуживания, также выполненные по типовым проектам. Из значимых построек 1960—1970-х гг. можно выделить цирк, универмаг «Ярославль», дом моды.
Послесталинский период ознаменовался дальнейшим вторжением в старые кварталы города сугубо современных зданий, выбивающихся из исторической застройки. Таковы гостиница «Юбилейная» на набережной Которосли рядом со Спасским монастырём, Театр юного зрителя и соседнее с ним 16-этажное здание из красного кирпича в непосредственной близости от исторического центра, жилые дома на Волжском спуске и типовая «хрущёвка» в Рубленом городе. К удачам можно отнести комплекс речного вокзала на Волжской набережной с изящной часовой башней, представительное здание областного комитета КПСС, органично вписавшееся в ансамбль Советской площади (оба проекта удостоены Государственных премий РСФСР), здание ЦНТИ в створе проспекта Ленина.

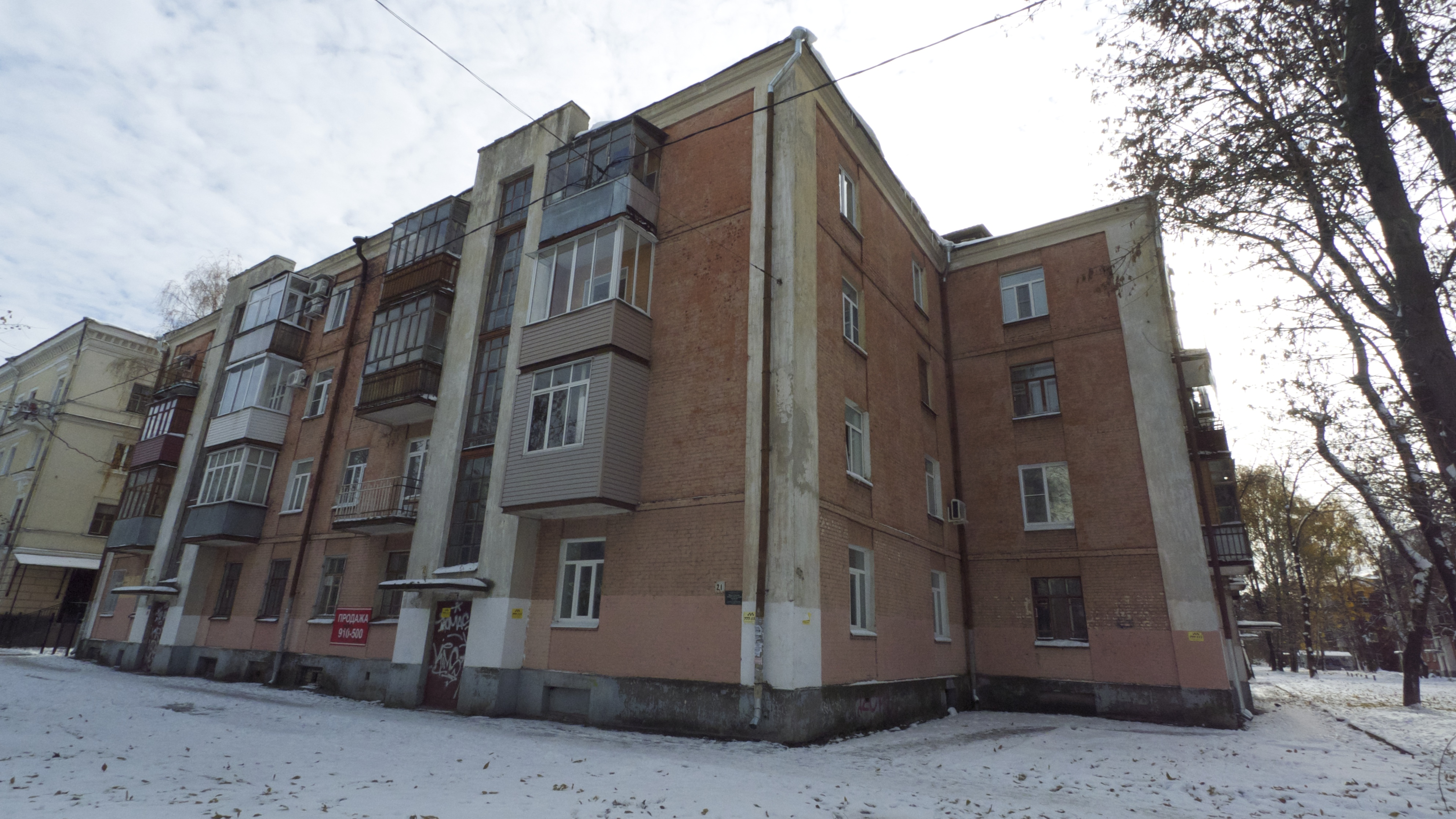
1920-е гг.: «Бутусовский поселок»
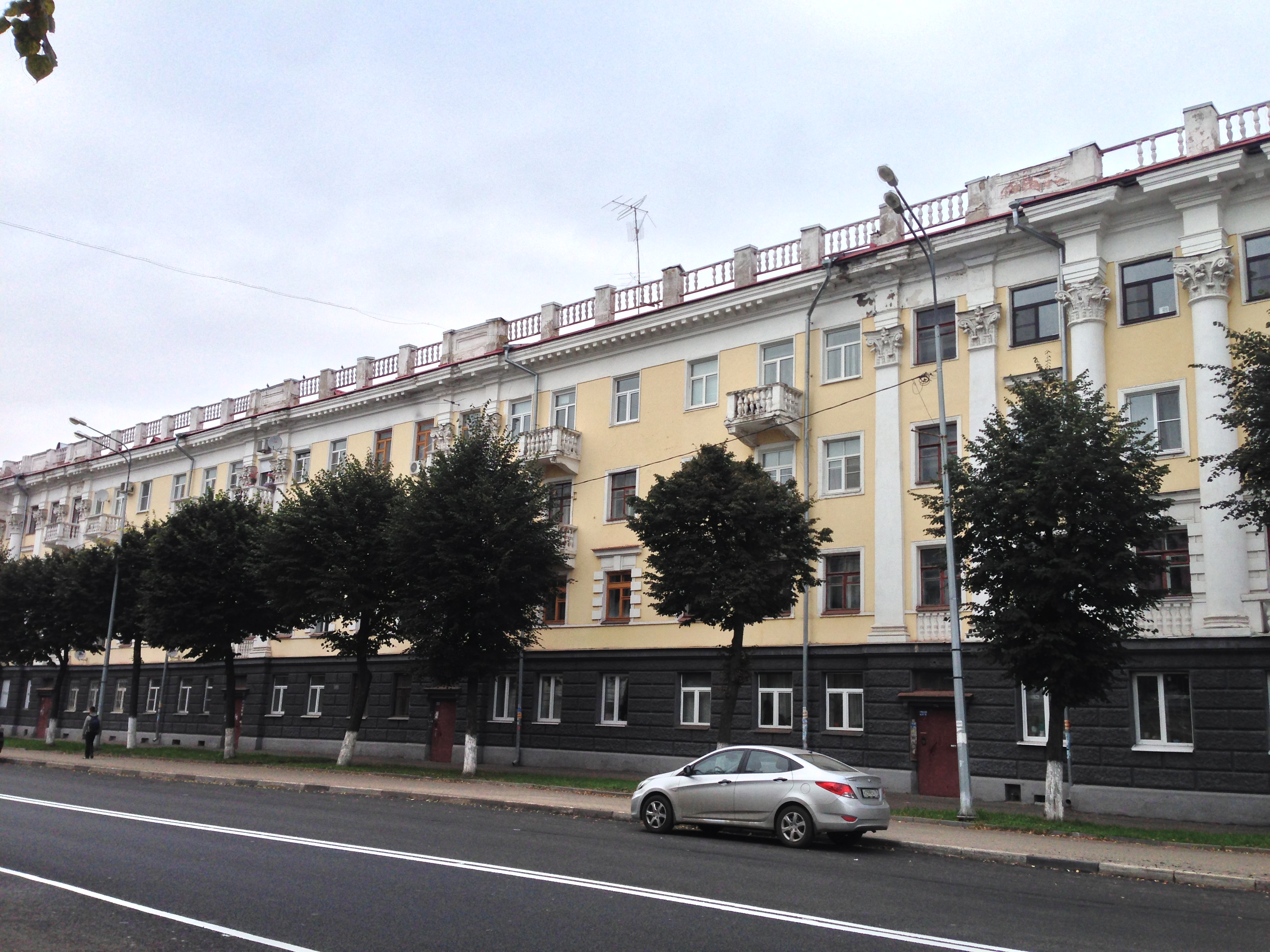
1930-е гг.: «сталинский» дом на Советской улице
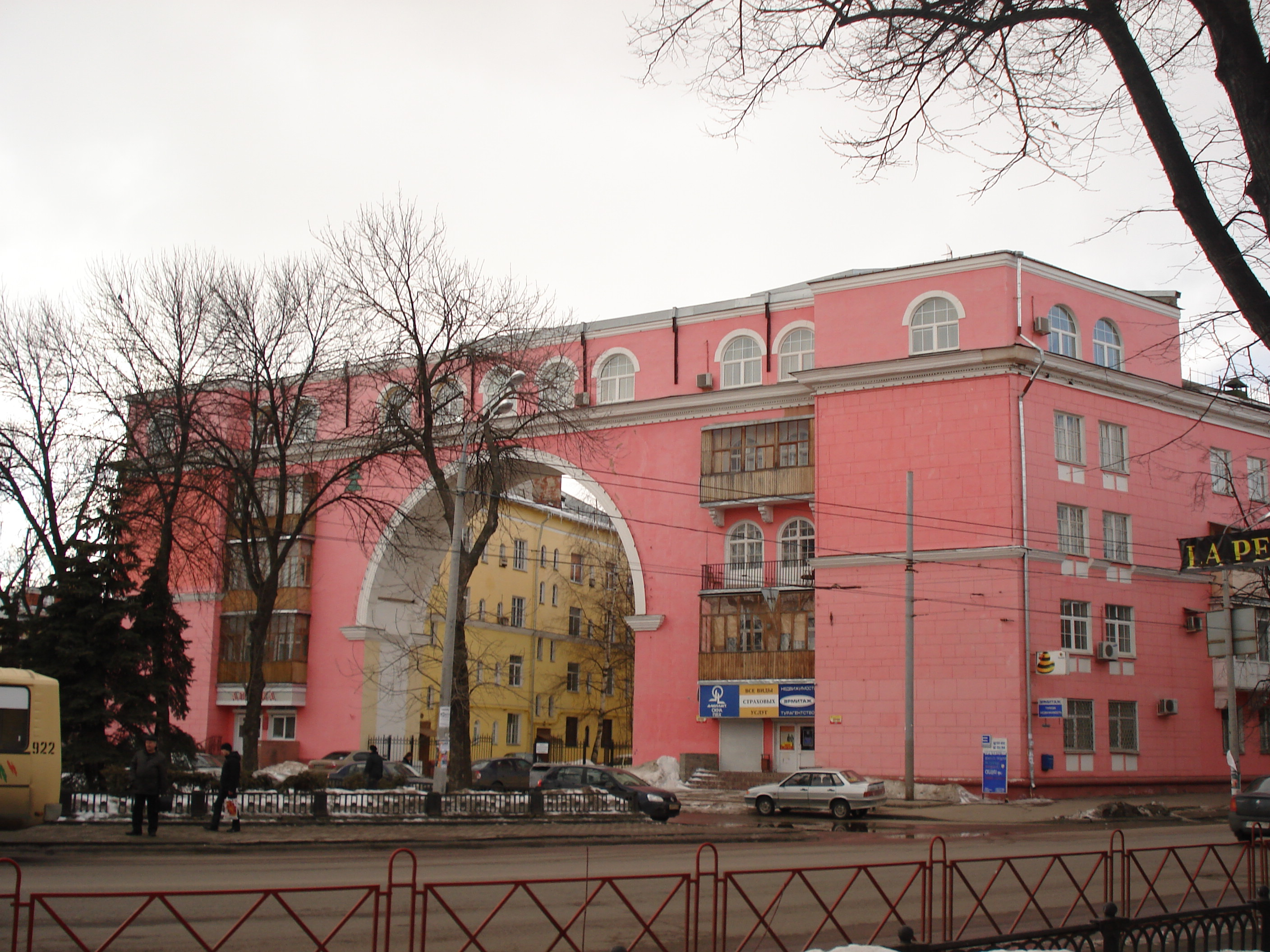
1930-е гг.: один из ярославских «домов с арками» (архитектор М. П. Парусников, 1934)
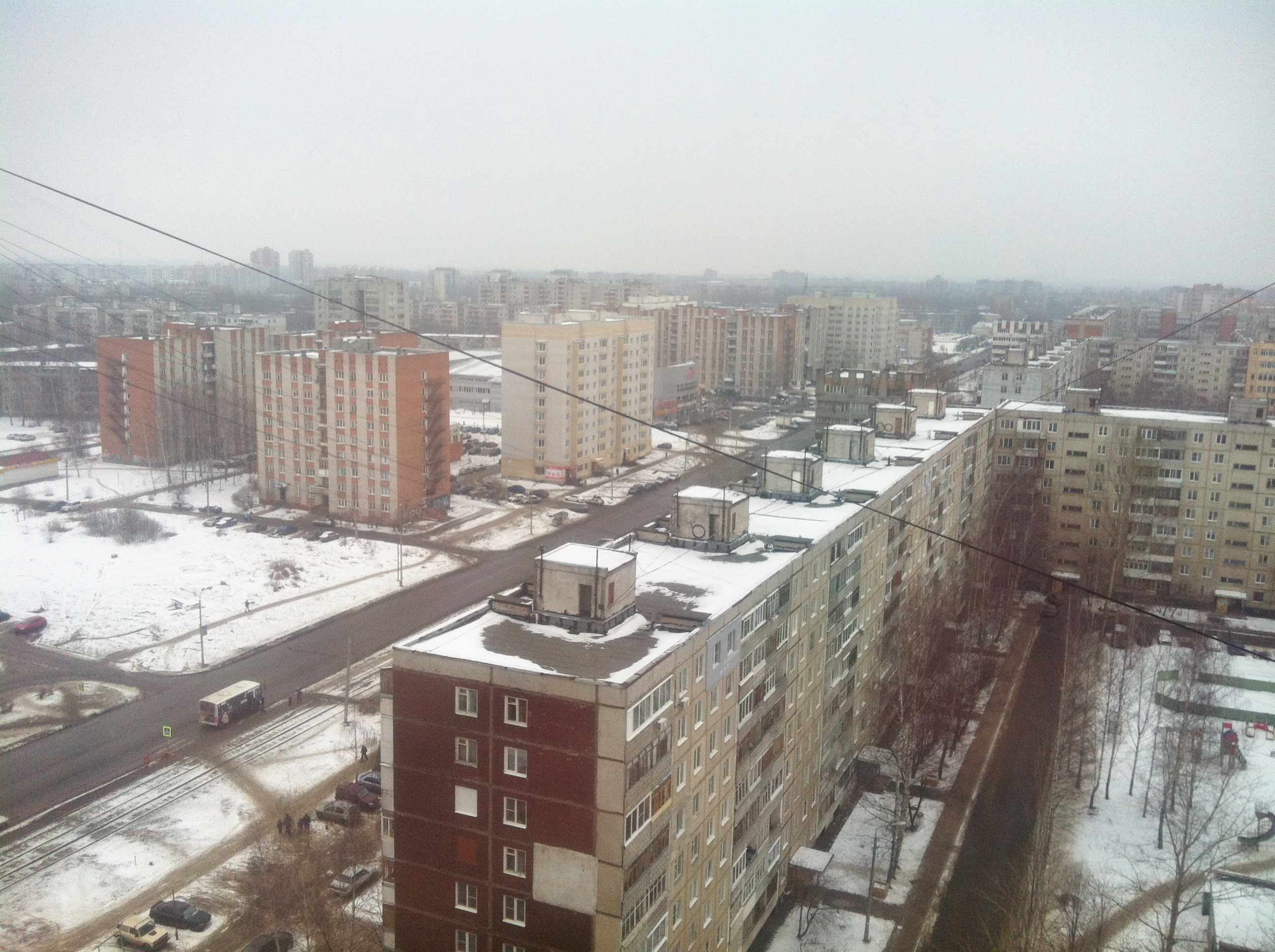
1970-1980-е гг.: Северный жилой район, застроенный типовыми многоэтажными зданиями

## Утраты XX—XXI веков

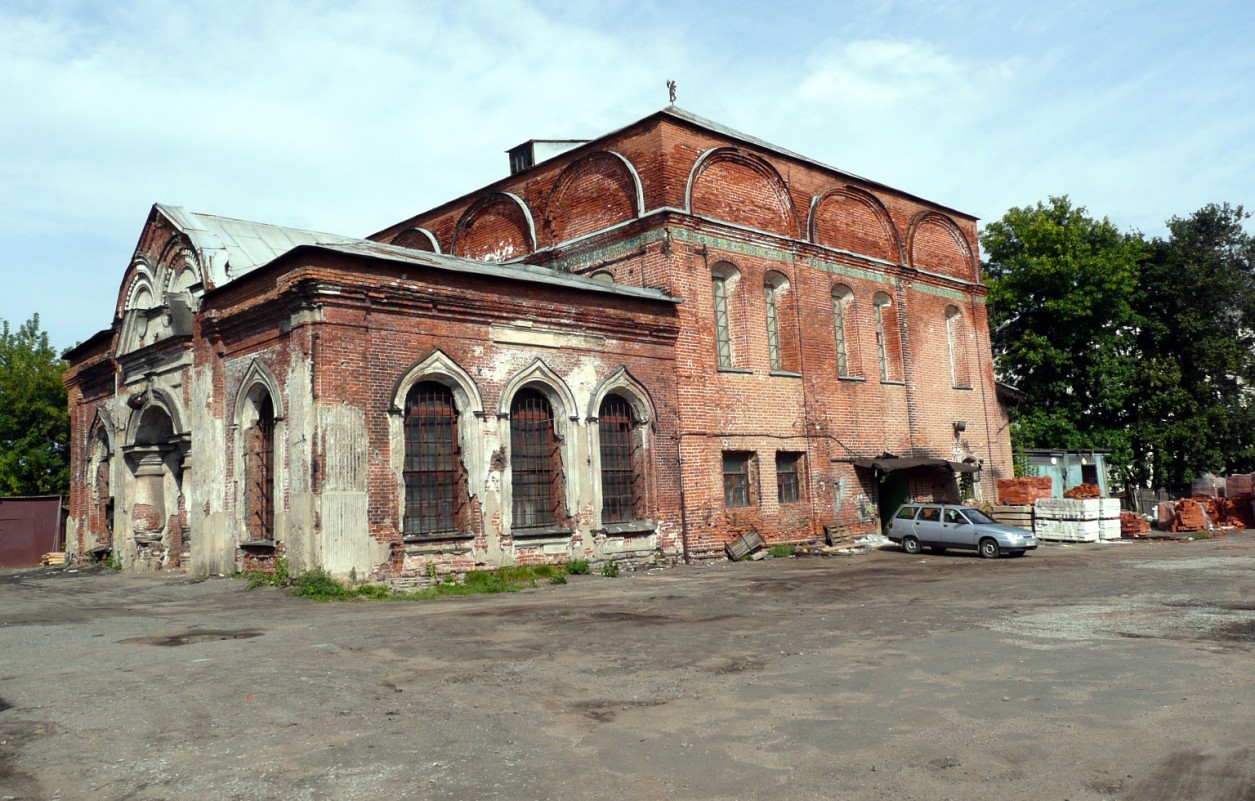
Крестовоздвиженская церковь, выстроенная при Алексее Михайловиче, в дни юбилейных празднований

С приходом советской власти Ярославль перестраивается из «музея церковных древностей» в «образцовый социалистический город». Снос символов старого режима приводит к превращению в пустырь исторического ядра Ярославля — Рубленого города. Многие храмы допетровского времени, несшие функцию важнейших градостроительных доминант (в их числе Успенский собор и Петропавловская церковь, ключевые архитектурные акценты по сторонам Волжской набережной), были снесены, несмотря на их отнесение к высшей категории историко-архитектурной ценности. Крестовоздвиженский, Петромитрополицкий, Николо-Тропинский храмы XVII века сохранились в обезображенном виде и используются в производственных целях, что ускоряет их разрушение. На ту же участь был обречён до последнего времени богатейший по силуэту Кирилло-Афанасьевский монастырь. Казанский монастырь потерял стены и звонницу, многие храмы (Николы в Меленках, Вознесения, Благовещения, Кирилла и Афанасия) лишились своих колоколен. 

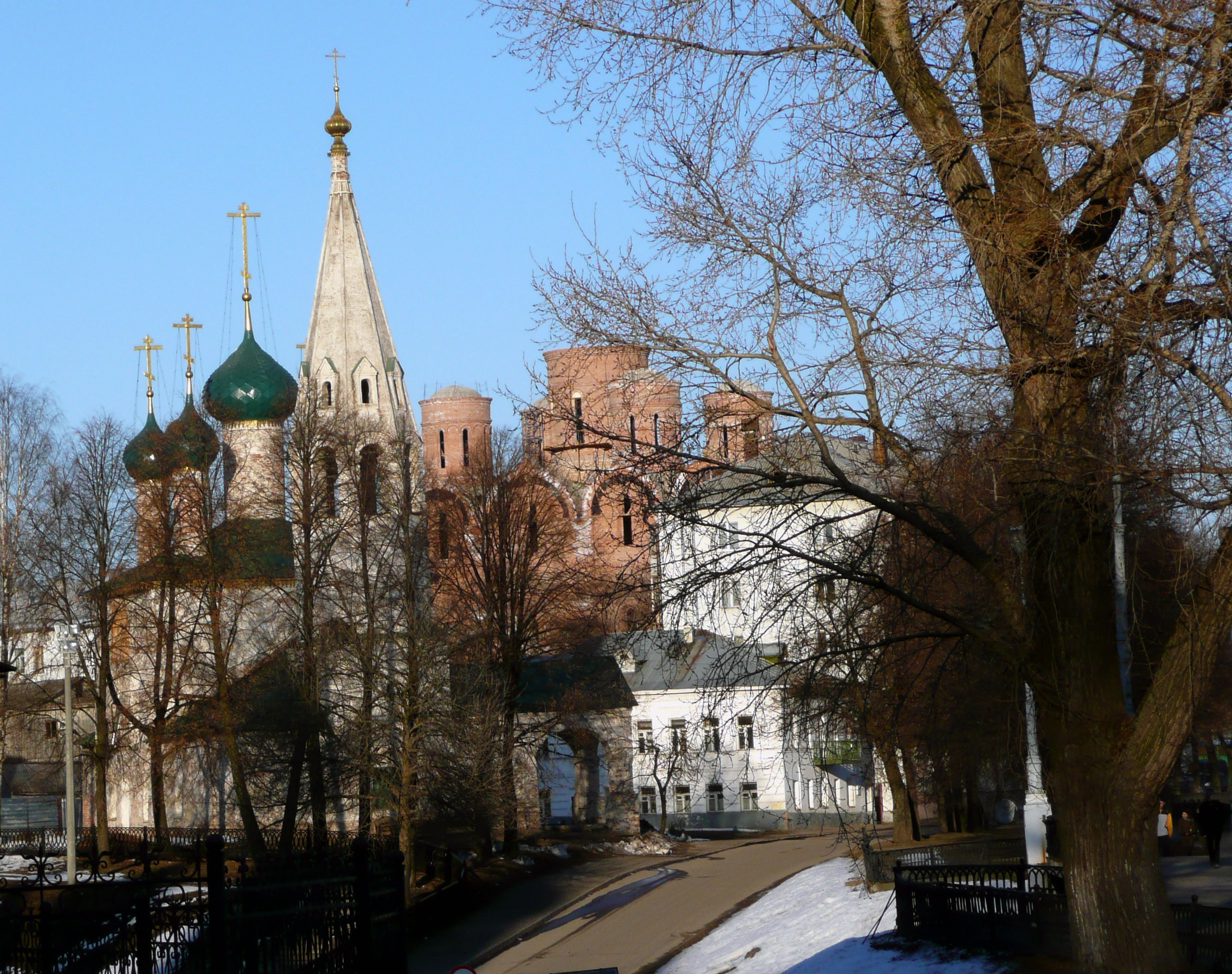
Строящийся в Ярославском кремле Успенский собор своими размерами подавляет церковь Николы Рубленого XVII века. Предполагается также возведение 70-метровой колокольни.

Всего за советское время Ярославль утратил не менее 30 храмов, большей частью допетровской постройки. Те церкви, которые не подлежали сносу, были обстроены со всех сторон новыми зданиями. Однако в 1987 году, всего через несколько лет после сноса Косьмодемьянской церкви (1686), в ведение РПЦ был передан полуразрушенный Толгский монастырь. Он стал первым в новейшей истории СССР монастырем, возвращенным церкви. К XXI веку монастырь был полностью восстановлен и по числу насельниц занимал одно из первых мест в стране. В старом городе после распада СССР был воссоздан только один храм — Успенский собор (2004-10), причём в формах, имеющих мало общего с верхневолжской традицией. Возведение в Ярославском кремле огромного здания, подавляющего своими масштабами окрестную застройку, стало предметом обсуждения на 33-й сессии Комитета Всемирного наследия ЮНЕСКО как радикально меняющее облик исторического центра города. 
Торговому городу не жалко памятников архитектуры. В воротах Знаменской башни Земляного города (1660) — цветочный рынок. В бывшей гостинице миллионера Пастухова — магазин товаров для дома «Ол!Гуд». В двадцатиколонной ротонде Гостиного Двора (1813—1818) — «Охота и рыбалка». Плюс под каждой колонной художники разложили на полиэтилене березы, пруды с ряской, бледные ландшафты. В бывшем Дворянском собрании — кафе «Комбат».

## Современные угрозы

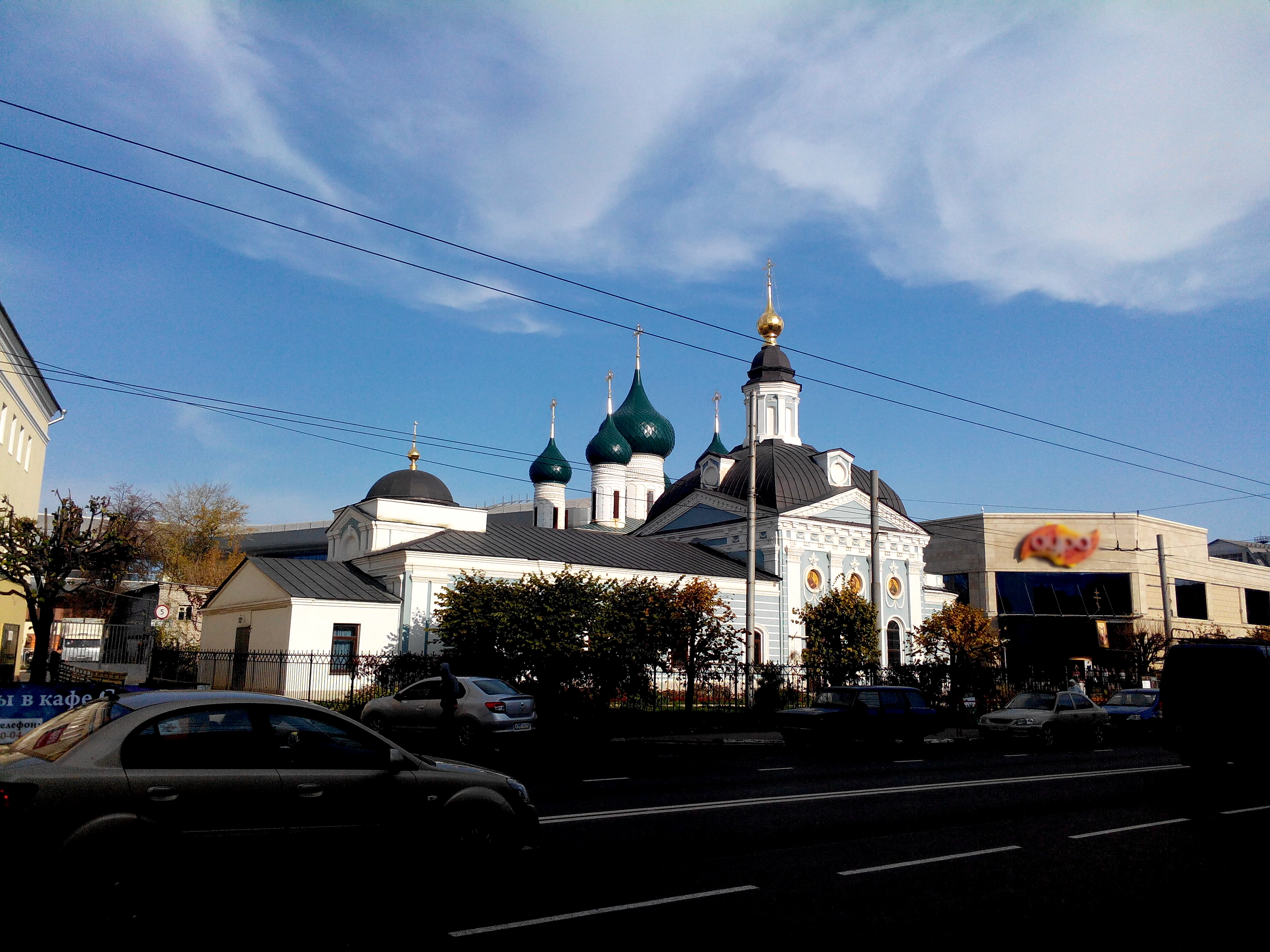
Сретенская церковь и торгово-развлекательный центр

В 1990-е и 2000-е годы тенденция к гармонизации вновь возводимых зданий со сложившейся архитектурной средой получила дальнейшее развитие. Тем не менее, разрабатываются планы застройки центральной площади Волкова, сооружения торгового центра встык со Знаменской башней. Под видом реконструкции были снесены некоторые памятники старины, включая дома Энгельгардта и Понизовкина; искажены интерьеры отеля «Бристоль». Местные СМИ регулярно сообщают о нарушении высотного регламента при строительстве жилых домов и торговых центров. Фасады центральных улиц (в частности, ул. Первомайской) практически полностью закрыты пёстрой рекламой и ультрасовременными вывесками. В рамках подготовки 1000-летия города за Волковским театром, в охранной зоне ЮНЕСКО, был выстроен развлекательный центр «Горка», западнее Успенского собора на территории кремля недавно введён в эксплуатацию жилой дом. Уникальная архитектурная среда малоэтажного жилого района «Пятерка», застроенного в послевоенный период домами коттеджного типа, в начале 2010-х была нарушена начавшимся там высотным строительством. Отсутствие должного присмотра за памятниками архитектуры привело к таким утратам, как обрушение уникальной колокольни Христорождественского прихода (1660-е годы).
В 2013 г. на месте бывшего трамвайного депо в квартале улиц Победы, Свободы, Чайковского и Пушкина был открыт торгово-развлекательный центр «Аура», нарушивший вид на ансамбль Вознесенско-Сретенского прихода. На территории Бутусовского парка, являющегося памятником природы регионального значения, ведется строительство офиса банка. В ходе работ по расчистке площадки под этот объект и во время обустройства разворотного кольца трамвая происходила массовая вырубка деревьев, в результате чего парку был нанесен значительный ущерб.

### Предотвращенные угрозы
В 2012 году началась подготовка к возведению 6-этажной гостиницы «Marriott» на месте Златоустинской церкви. Однако в ходе опроса горожан, проведенного во время муниципальных выборов в октябре 2012 г., выяснилось негативное отношение общественности к этому проекту, и строительство было отменено. В 2014 году общественным активистам удалось остановить незаконную стройку жилого дома в непосредственной близости от церкви Николы Мокрого. Вместе с тем, сложная ситуация с сохранением застройки исторического центра города сохраняется.